# Rehvelinjärvi
Rehvelinjärvi är en sjö i Finland. Den ligger i kommunen Hyrynsalmi i landskapet Kajanaland, i den centrala delen av landet, 500 km norr om huvudstaden Helsingfors. Rehvelinjärvi ligger 173,9 meter över havet. Arean är 56,2 hektar och strandlinjen är 3,96 kilometer lång. Sjön  ingår i Uleälvens huvudavrinningsområde. 